# Начев, Чудомир
Чудомир Кирилов Начев (болг. Чудомир Кирилов Начев; 24 февраля 1936 — 23 августа 2005) — болгарский врач, доктор медицинских наук; профессор, академик; специалист в области внутренних болезней и кардиологии.

## Биография
Родился 24 февраля 1936 года в Софии. Окончил Высший медицинский институт в Софии. Стажировался в Великобритании, Вене, Дюссельдорфе и Париже. Был одним из выдающихся болгарских специалистов в области внутренних болезней и кардиологии, а также выдающимся клиническим специалистом. Доктор медицинских наук, заведующий кафедрой пропедевтики внутренних болезней Софийского медицинского университета в 1989—1999 годах, руководитель кардиологической клиники при медицинском университете. Был главным республиканским экспертом по внутренним болезням. С 2000 года занимал должность директора клиники внутренних болезней при университетской многопрофильной больнице активного лечения имени Святой Анны. Бывший директор культурного центра «Витгенштейн» в Вене.
Известность ему принесли исследования в поведении поверхностных вен и анализа нарушений ритма сердца. Доктор Начев разработал методику и компьютерные устройства, предназначенные для глубокого проникновения в регуляцию сердца. Он стал известен как автор исследований роли особого вида белка при артериальной гипертонии, разработчик 14 новых лекарственных препаратов, руководитель процесса создания новых технологий для производства молочных продуктов без вредных добавок и один из пионеров производства сыра «Здраве». Занимался проблемами гипертензиологии, патобиохимии (определил функции белков-металлотионеинов), эпидемиологии в области сердечно-сосудистых заболеваний и неврокардиологии
Начев был директором Научного института внутренних болезней Медицинской академии в 1989—1994 годах и председателем Научно-медицинского общества внутренних болезней. Один из основателей Болгарской лиги гипертонии, председателем которой был с 1992 года. Член Королевского колледжа врачей Великобритании. Основатель Болгарской национальной медицинской академии, её президент в 1995—2002 годах, при помощи Болгарской академии наук и Болгарской лиги гипертонии организовал более 100 медицинских симпозиумов, охватывавших разные области медицины. По оценке профессора Радослава Гайдарски, доктор Начев внёс неоценимый вклад в развитие болгарской кардиологии благодаря своей исследовательской, клинической, консультационной и преподавательской деятельности, а благодаря своему активному участию в научных форумах в Болгарии и за рубежом всячески защищал имя и достижения болгарской медицины и кардиологии в частности.
Скончался 23 августа 2005 года в Лондоне, где находился последние два месяца. Отпевание состоялось 6 сентября в Церкви Святых Седьмочисленников; на прощании присутствовали такие специалисты в области медицины, как Петр Червеняков, Тодор Станкушев, Иван Черноземски и Румен Цанев; художники Борислав Стоев и Дора Бонева, режиссёры Вили Цанков и Людмил Стайков, писатель Антон Дончев и дирижёр Борис Спасов.
Дочь Адриана — архитектор, проживает в Лондоне.

## Награды
- Орден «Стара-планина» I степени (23 февраля 2006, посмертно)[5]
- Почётный член Болгарской академии наук (2002)[5]
- Почётное звание «Врач 2004 года Болгарии»[4]

## Память
4 января 2006 года был учреждён фонд «Академик Чудомир Начев», ставивший в качестве цели сохранение и приумножение научного наследия Чудомира Начева.
Имя Чудомира Начева носит улица в Софии.